# Ligdia sinica
Ligdia sinica là một loài bướm đêm trong họ Geometridae.